# پوهته
پُوهْتَه (به فنلاندی: Pyhtää) یک منطقهٔ مسکونی در فنلاند است که در کومن‌لاکسو واقع شده‌است.